# Bájos tündérmadár
A bájos tündérmadár (Malurus amabilis) a madarak osztályának verébalakúak (Passeriformes) rendjébe és a tündérmadárfélék (Maluridae) családjába tartozó faj.

## Rendszerezése
A fajt John Gould angol ornitológus írta le 1852-ben.

## Előfordulása
Ausztrália északkeleti részén, a York-félszigeten honos. Természetes élőhelyei a szubtrópusi és trópusi síkvidéki esőerdők és mangroveerdők, valamint másodlagos erdők.

## Megjelenése
Testhossza 13 centiméter,  testtömege 8-11 gramm.

## Természetvédelmi helyzete
Az elterjedési területe nagy, egyedszáma pedig stabil. A Természetvédelmi Világszövetség Vörös listáján nem fenyegetett fajként szerepel.